# Университет Патны
Университет Патны (хинди पटना विश्वविद्यालय) — государственный университет в г. Патне, штат Бихар , Индия. Это первый университет в Бихаре и седьмой старейший университет на Индийском субконтиненте в современную эпоху.
Университет в основном расположен на берегу реки Ганг и в кампусе Ситапур.

## История
Основан 1 октября 1917 года во время британского правления. В 1919 г. были сформированы руководящие органы университета — Сенат и Синдикат. Около 4 десятилетий университет также осуществлял подготовку кадров для Непала и Одиша.

## Структура
Включает 8 факультетов:
- естественных наук,
- гуманитарных наук,
- торговли,
- социальных наук,
- образования,
- права,
- изящных искусств,
- медицины.

11 колледжей:
- Колледж искусств и ремесел
- Бихарский инженерный колледж (инженерное дело)
- Бихарский национальный колледж
- Колледж Магадха Махила
- Колледж Патна
- Юридический колледж Патны (юриспруденция)
- Медицинский колледж и больница Патны (медицина)
- Педагогический колледж Патны
- Женский колледж Патны
- Научный колледж (естественные науки)
- Ваниджа Махавидьяла
- Женский педагогический колледж

## Библиотека
Пользователи имеют доступ к четыремстам тысячам книг, восьмидесяти семи периодическим изданиям, пятидесяти тысячам прошлых выпусков журналов и более чем пяти тысячам редких рукописей.

## Известные выпускники и преподаватели
- Ануграх Нараян Синха
- Бхагат, Бали Рам
- Динкар
- Девкота, Лакшмипрасад
- Мулай, Виджая
- Нараян, Джаяпракаш
- Прасад, Рави Шанкар
- Рой, Бидхан Чандра
- Синха, Дилип
- Синха, Тапан
- Ядав, Лалу Прасад